# نوورچیه
نوورچیه (انگلیسی: Novorechye) یک شهرک در بخش چرمنیانسکی استان بلگورود کشور روسیه است.